# Unsolved (série télévisée allemande)
Pour les articles homonymes, voir Unsolved.
Unsolved ou Dossiers classés au Québec (Der Elefant – Mord verjährt nie) est une série télévisée allemande en un pilote de 94 minutes diffusé le 14 octobre 2002, suivi de 21 épisodes de 45 minutes diffusée entre le 14 janvier 2004 et le 10 janvier 2006 sur le réseau Sat.1.
En Belgique, elle est diffusée depuis le 18 janvier 2006 sur La Une, en France, depuis le 29 août 2006 sur 13ème rue et rediffusée depuis le 18 mars 2007 sur France 3, et au Québec à partir du 10 janvier 2008 à Séries+.

## Synopsis
Le commissaire Matthias Steiner, surnommé « l'Éléphant » en raison de sa mémoire phénoménale, est responsable d'un service de police des affaires non résolues. Avec l'aide de ses adjoints Julia et Andreas, il essaye de résoudre ces énigmes du passé...

## Distribution
- Thomas Sarbacher (de) (VFB : Robert Guilmard) : Commissaire Matthias Steiner
- Katharina Abt (VFB : Sophie Landresse) : Inspecteur Julia Gerling
- Niels Bruno Schmidt (de) (VFB : Thierry Janssen) : Inspecteur Andreas Zier
- Lena Stolze : Dr Krüger (saison 1)
- Karin Neuhäuser (de) : Dr Melanie Heitmann (15 épisodes)

## Épisodes

### Téléfilm (2002)
1. La Théorie de l'éléphant (Der Elefant) 94 minutes - 14/10/2002

### Première saison (2004)
1. Le Bonheur par procuration (Frau Sandmanns Glück)
2. Histoires de salon (Liebesbriefe eines Toten)
3. Le monde m’appartient (Die Welt gehört mir)
4. Un tuteur attentionné (Das Wunder von Braunsfeld)
5. Le Spectre de bovins (Mörderischer Kuhhandel)
6. Affaire meurtrière (Vermächtnis eines Vaters)
7. Lettre d'amour d'un mort (Leiche im Keller)
8. Le Deuxième Homme (Der Lügner)

### Deuxième saison (2005-2006)
1. Affaires de famille (Fluch der bösen Tat)
2. Le Meurtrier de mon frère (Mörder meines Bruders)
3. Exil (Verbrannte Erde)
4. Intérêts communs (Außer Kontrolle)
5. Manipulations (Opfergang eines Verlierers)
6. Deux pieds droits (Simulanten)
7. L'Odeur de la peur (Der Duft der Angst)
8. Mirage (Spiegelbilder)
9. Double personnalité (Das Geheimnis der 'MS Katharina)
10. Amnésie (Verlorene Jahre)
11. Toute la vérité (Nichts als die Wahrheit)
12. Le Cadavre du couvent (Der lange Weg zurück)
13. Présumé coupable (Hundsheim)

## Commentaires
Cette série est la « petite sœur » allemande de Cold Case : Affaires classées.